# Calcioancilita-(Ce)
La calcioancilita-(Ce) es un carbonato de calcio, estroncio y tierras raras entre las que la dominante es el cerio. Fue descrito como una nueva especie a partir de material recuperado de un bloque errático recuperado en un lugar indeterminado en el oeste de Rusia o en Finlandia, por lo que no se le ha asignado una localidad tipo. Su nombre deriva de calcio, por su composición, y de la palabra griega ankylos, curvado, en una alusión al aspecto de los cristales, con las caras curvadas.

## Propiedades físicas y químicas
La calcioancilita puede tener diferentes elementos de las tierras raras en el lugar de la estructura específico. Cuando domina el cerio, se trata de la calcioancilita-(Ce). También se han reconocido como especies la calcioancilita-(Nd), en la que el neodimio es el elemento de las tierras raras dominante y la calcioancilita-(La), con lantano dominante. Existen términos intermedios, y otros con substituciones significativas de otros elementos. Es el análogo de la ancilita-(Ce), con calcio como dominante substituyendo al estroncio, que siempre contiene también.

## Yacimientos
La calcioancilita-(Ce) es un mineral raro, presente en pegmatitas o en carbonatitas, como microcristales diseminados, asociados a otros minerales de tierras raras,  microclina y a egirina. Se conoce en varias decenas de localidades , pero siempre se encuentra en cantidades muy pequeñas. El material procedente de Mont Saint Hilaire, en Canadá, se utilizó para el refinamiento de la estructura.